# Иларион (епископ Астраханский)
Епископ Иларион (в миру Иоанн; ок. 1692—1755) — епископ Русской православной церкви, епископ Астраханский и Ставропольский.

## Биография
Родился в семье священника Суздальской епархии.
Был священником при Тихвинской церкви Астрахани.
Овдовев, принял монашество и был архимандритом сначала Иоанно-Предтеченского монастыря, а потом Спасо-Преображенского.
15 августа 1731 года хиротонисан во епископа Астраханского и Ставропольского.
Пригласил в Астрахань своего родственника Мефодия (Петрова), которого поставил настоятелем Астразанского Спасо-Преображенского монастыря. Архимандрит Мефодий возродил монастырь и привёл его в цветущий вид.
По свидетельству летописца, вначале был строг и суров, «не щадил и самих архимандритов, но под конец жизни стал быть кротким, добрым, разсудительным и ни мало не похожим на прежняго Илариона, чему сам не однократно удивлялся». Отличался нестяжательностью: все свои средства, как упоминает он в духовном завещании, употреблял на строительство келлий.
В 1744 году он освятил место для канала в Астрахани, который и начали рыть в том же году.
В 1745 году он был вызван в Санкт-Петербург и был жалован саном архиепископа, от которого отказался, а вместо того получил в прибавок к своей епархии города: Пензу, Саратов, Тамбов, Козлов и Корсунь, которые оставались под управлением астраханских иерархов до 1758 года.
По причине большого количества проживающих на территории епархии старообрядцев, позволил священнослужителям своей епархии совершать богослужения по дореформенным книгам, став первым епископом, благословившим существование единоверческих приходов.
30 мая 1755 года подал прощение об увольнении на покой ввиду длительной неизлечимой болезни. Не дождавшись увольнения, скончался 9 июня 1755 года. Похоронен в нижнем Успенском соборе.